# Wapen van Uitgeest

Het wapen van de gemeente Uitgeest

Het wapen van Uitgeest is sinds 22 oktober 1817 officieel het gemeentelijke wapen van de Noord-Hollandse gemeente Uitgeest. Voor het wapen van 1817 voerde de gemeente een ander wapen, waarom het nieuwe wapen werd aangevraagd is niet bekend.

## Geschiedenis
De exacte herkomst van het huidige wapen is onbekend. Het oude wapen van Uitgeest leek wel op het huidige; het schild was goudkleurig met in het eerste en laatste kwartier een zwarte leeuw en in het tweede en derde kwartier een rode. Ook het huidige wapen heeft in het tweede en derde kwartier een rode leeuw.
Ook wordt gesteld dat het wapen het wapen van Jan van Beaumont, familie van het geslacht Van Blois, zou zijn. Hij had in ieder geval de bannen Wessanen, Krommenie, Krommeniedijk en Wijk aan Zee in zijn bezit en mogelijk heeft Uitgeest daar ook (tijdelijk) bij gezeten.

## Blazoen
Het wapen heeft sinds de toekenning altijd dezelfde beschrijving gehouden, dat is de volgende:
Gevierendeeld: het eerste en vierde van sabel beladen met een staande leeuw van zilver en het tweede en derde insgelijks van sabel beladen met een staande leeuw van keel.
Waarmee het gehele wapen zwart is met daarop rechtsboven (voor de kijker linksboven) en linksonder (voor de kijker rechtsonder) een zilveren staande leeuw. In de andere twee kwartieren rechtsonder en linksboven (voor de kijker linksonder en rechtsboven) een rode staande leeuw. Deze combinatie is in de heraldiek niet toegestaan, waardoor het een raadselwapen is. De kwartieren zijn gescheiden door een wit kruis. Het schild is niet gedekt door een kroon en heeft geen schildhouders.

## Vergelijkbare wapens
Een aantal bannen vormden samen het baljuwschap Blois, maar ook moderne gemeentes in de omgeving hebben een wapen met daarin vier leeuwen. Het gaat hierbij om de volgende wapens van huidige en voormalige gemeentes:

Het wapen van het baljuwschap Blois
Het wapen van Beverwijk
Het wapen van Ilpendam
Het wapen van Koog aan de Zaan
Het wapen van Krommenie
Het wapen van Westzaan
Het wapen van Wormerveer
Het wapen van Zaandam
Het wapen van Zaandijk
Het wapen van Zaanstad

## Gebruik
Van de NS-locomotieven van de 1300-serie had locomotief 1313 het wapen van Uitgeest op de zijkanten staan, deze is in 2004 gesloopt.
Het wapen komt ook weer terug in de gemeentelijke vlag.
Aalsmeer · Alkmaar · Amstelveen · Amsterdam · Bergen · Beverwijk · Blaricum · Bloemendaal · Castricum · Den Helder · Diemen · Dijk en Waard · Drechterland · Edam-Volendam · Enkhuizen · Gooise Meren · Haarlem · Haarlemmermeer · Heemskerk · Heemstede  · Heiloo · Hilversum · Hollands Kroon · Hoorn · Huizen · Koggenland · Landsmeer · Laren · Medemblik · Oostzaan · Opmeer · Ouder-Amstel · Purmerend · Schagen · Stede Broec · Texel · Uitgeest · Uithoorn · Velsen · Waterland · Wijdemeren · Wormerland · Zaanstad · Zandvoort